# Dorothy McGuire
Pour les articles homonymes, voir Dorothy et McGuire.
Dorothy McGuire (née Dorothy Hackett McGuire) est une actrice américaine, née le 14 juin 1916 à Omaha, dans le Nebraska, et morte le 13 septembre 2001 à Santa Monica, en Californie aux États-Unis.

## Biographie
Dorothy McGuire est née à Omaha, dans le Nebraska, en 1916. Elle est la fille unique de Thomas Johnson McGuire et Isabelle Flaherty McGuire. À l'âge de treize ans, elle se lance dans le théâtre. Encouragée par son ami Henry Fonda, elle part en tournée en 1935. Son premier rôle l'oppose à Henry Fonda dans A Kiss For Cinderella. À New York, elle se retrouve sur Broadway en 1938 dans la pièce Our Town. En 1941, on lui propose le rôle principal dans la pièce Claudia. Elle accepte, et tient le rôle à Broadway et ailleurs pendant deux ans. Lorsqu'en 1943, le réalisateur Edmund Goulding décide de faire une version cinématographique de la pièce Claudia, il n'hésite pas à choisir celle qui depuis deux ans épouse le rôle à merveille. 

### Débuts au cinéma
Dorothy McGuire débute donc au cinéma en 1943 dans Claudia, aux côtés de son ami, l'acteur Robert Young (le futur docteur Marcus Welby à la télévision). Ensemble, ils tourneront une suite, Claudia et David, trois ans plus tard, en 1946.
À partir de 1945, Dorothy McGuire devient rapidement une des valeurs sûres du cinéma américain. Elle est superbe dans Le Lys de Brooklyn (A Tree Grows in Brooklyn, 1945) d'Elia Kazan, puis dans le film fantastique Le Cottage enchanté (The Enchanted Cottage, 1945) où elle retrouve à nouveau Robert Young. 
En 1946, l'industrie du cinéma s'indigne de ce que Dorothy n’ait pas été nommée aux Oscars pour son excellente interprétation de jeune muette terrifiée par un tueur dans Deux Mains, la nuit (The Spiral Staircase, 1946) du réalisateur Robert Siodmak. Qu'à cela ne tienne, elle poursuit son chemin avec Robert Mitchum et Guy Madison dans Jusqu'à la fin des temps (Till the End of Time, 1946), et avec Gregory Peck, John Garfield et Celeste Holm dans Le Mur Invisible (Gentleman's Agreement, 1947), à nouveau du réalisateur Elia Kazan, film pour lequel elle obtient enfin une nomination à l'Oscar de la meilleure actrice. 
Elle s'absente pendant deux ans du cinéma, en 1948 et 1949, le temps de fonder avec ses amis Gregory Peck et Mel Ferrer la troupe de théâtre "The La Jolla Playhouse", troupe qui attire quelques stars de Hollywood (comme participants ou supporters), et qui continue encore ses activités aujourd'hui.

### Dans les années 1950
Avec l'arrivée des années 1950, Dorothy McGuire délaisse les rôles de jeunes premières pour s'engager dans des films où elle laisse d'excellents souvenirs de vieille fille complexée et étrangement séduisante. Notons ici La Bonne Combine (Mister 880, 1950), Mother Didn't Tell Me (1950), Une vedette disparaît (Callaway Went Thataway, 1951) aux côtés de Fred MacMurray) ; Face à l'orage (I Want You, 1951) avec Dana Andrews et Farley Granger) ;  L'Invitation en 1952. 
En 1954 elle part en Italie tourner dans l'énorme succès au box-office que sera La Fontaine des amours (Three Coins in the Fountain). La même année, elle excelle à nouveau dans le thriller Ultime Sursis (Make Haste to Live) puis dans le drame judiciaire Le Procès (Trial, 1955) avec Glenn Ford).
En 1956, alors que sa carrière l'oriente désormais vers les rôles de mère, elle tourne avec Gary Cooper et Anthony Perkins dans le remarquable film La Loi du Seigneur (Friendly Persuasion) de William Wyler : encore une fois, l'Académie commet la grave erreur d'oublier Dorothy aux Oscars alors qu'on la déclarait gagnante au départ. Qu'importe, le National Board of Review la nommera meilleure actrice de l'année et lui remettra un prix.
Par la suite, Dorothy McGuire poursuit ses rôles de mère dans trois films de Walt Disney: Fidèle Vagabond (Old Yeller , 1957), Les Robinsons des mers du Sud (The Swiss Family Robinson, 1960) et L'Été magique (Summer Magic, 1963). 
En 1959, elle tourne aussi dans Ils n'ont que vingt ans (A Summer Place), qui s'avère un des gros succès de l'année, puis dans Cette terre qui est mienne (This Earth is Mine), aux côtés de Rock Hudson et de Jean Simmons). Durant l'année 1960,  ce sera Ombre sur notre amour (The Dark at the Top of the Stairs) et Le Remarquable Monsieur Pennypacker (en). Puis en 1961, elle est Susan Slade dans Cet enfant est mien. 
Pendant ces années, Dorothy McGuire reste active au théâtre, notamment avec son ami Henry Fonda. C'est d'ailleurs sous les précieux conseils de son père et de Dorothy que la jeune Jane Fonda fait ses débuts sur les planches. Puis, en 1965, Dorothy tourne son dernier long métrage américain, et son ultime - et non le moindre - rôle de mère : celui de la Vierge Marie dans le majestueux film La Plus Grande Histoire jamais contée (The Greatest Story Ever Told) à la distribution grandiose qui inclut notamment Charlton Heston, John Wayne, Angela Lansbury, José Ferrer, Roddy McDowall, Martin Landau, Sidney Poitier et, dans le rôle de Jésus, Max von Sydow. Dorothy ne reviendra qu'une seule fois sur le grand écran, dans une production britannique : Flight of the Doves, en 1970.

### Carrière à la télévision
Par la suite, Dorothy McGuire entame une belle carrière à la télévision. On peut la voir dans plusieurs téléfilms, dont L'Attente (She Wait, 1971), Another Part of the Forest (1972), Jonathan Livingston le goéland, pour la narration, 1973), L'Escapade (The Runaways, 1975), Les Quatre Filles du docteur March (le téléfilm et la minisérie, 1978), où elle retrouve Robert Young, et The Incredible Journey of Dr. Meg Laurel (1979). Elle triomphe en 1976 dans Les Jordache (ou Le Riche et le Pauvre), une minisérie d'après le roman d'Irwin Shaw qui obtient un grand succès. Dorothy y est nommée pour un Emmy Award pour son rôle de Mary Jordache, la mère. Elle revient en force en 1983 dans le téléfilm The Ghost Dancing, puis deux fois aux côtés d'Elizabeth Montgomery (vedette de la série Ma sorcière bien-aimée) en 1985 dans les films Amos et Between the Darkness and the Dawn. 
Elle termine sa carrière avec les téléfilms American Geisha (1986), Summer Heat (pour la narration, 1987), I Never Sang For My Father (1988), Les Derniers Jours de bonheur (The Last Best Year, 1990) et L'Héritière suspecte (Caroline ?, 1990). Elle participe aussi à de nombreux feuilletons : La croisière s'amuse (1978), Hôtel (1985), Hôpital St Elsewhere (1986) et Les Routes du paradis (Highway to Heaven, 1986) où elle est la veuve de l' « ange » Michael Landon. Après 1990, elle ne reviendra qu'une seule fois sur un plateau de tournage : en 1998, alors qu'elle est âgée de plus de 80 ans, elle participe au téléfilm Halloweentown, un spécial télévisé pour la fête d'Halloween. Elle décède deux jours après les attentats terroristes de New York et de Washington, le 13 septembre 2001, à l'âge de 85 ans.

### Vie privée
Dorothy McGuire s'est mariée une seule fois, avec le photographe John Swope (1908–1979), avec qui elle restera mariée jusqu'à la mort de celui-ci. Ils ont eu deux enfants : un fils, Mark Swope, qui deviendra également photographe, et en 1948, une fille qui sera actrice.
 
Dorothy McGuire était connue pour ne pas vouloir parader en tenue légère ni être vulgaire pour attirer l'attention. Grande dame du théâtre, du cinéma et de la télévision, elle aura eu une carrière à la fois belle et discrète, à son image.
En 1960, une étoile lui a été attribuée sur le Walk of Fame (trottoir des célébrités) de Hollywood Boulevard.

## Filmographie

### Années 1940
- 1943 : Claudia (Claudia) de Edmund Goulding
- 1944 : Reward Unlimited (en) (court métrage) de Jacques Tourneur
- 1945 : Le Cottage enchanté (The Enchanted Cottage) de John Cromwell
- 1945 : Le Lys de Brooklyn (A Tree Grows in Brooklyn) d'Elia Kazan
- 1945 : Deux Mains, la nuit (The Spiral Staircase) de Robert Siodmak
- 1946 : Claudia et David (Claudia and David) de Walter Lang
- 1946 : Jusqu'à la fin des temps (Till the End of Time) de Edward Dmytryk
- 1947 : Le Mur Invisible (Gentleman's Agreement) d'Elia Kazan

### Années 1950
- 1950 : La Bonne Combine (Mister 880) de Edmund Goulding
- 1950 : Mother Didn't Tell Me (en) de Claude Binyon
- 1951 : Une vedette disparaît (Callaway Went Thataway) de Melvin Frank et Norman Panama
- 1951 : Face à l'orage (I Want You) de Mark Robson
- 1952 : L'Invitation (Invitation) de Gottfried Reinhardt
- 1954 : La Fontaine des amours (Three Coins in The Fountain) de Jean Negulesco
- 1954 : Ultime Sursis (Make Haste to Live) de William A. Seiter
- 1955 : Mon fils est innocent (Trial) de Mark Robson
- 1956 : La Loi du Seigneur (Friendly Persuasion) de William Wyler
- 1957 : Fidèle Vagabond (Old Yeller) de Robert Stevenson
- 1959 : Ils n'ont que vingt ans (A Summer Place) de Delmer Daves
- 1959 : Cette terre qui est mienne (This Earth Is Mine) d'Henry King
- 1959 : Le Remarquable Monsieur Pennypacker (en) (The Remarkable Mr. Pennypacker) d'Henry Levin

### Années 1960
- 1960 : Les Robinsons des mers du Sud (Swiss Family Robinson) de Ken Annakin
- 1960 : Ombre sur notre amour (The Dark at the Top of the Stairs) de Delbert Mann
- 1961 : Cet enfant est mien (Susan Slade) de Delmer Daves
- 1963 : L'Été magique (Summer Magic) de James Neilson
- 1965 : La Plus Grande Histoire jamais contée (The Greatest Story Ever Told) de George Stevens

### Années 1970
- 1970 : Flight of the Doves (en) de Ralph Nelson
- 1971 : L'Attente (She Waits) (télefilm) de Delbert Mann
- 1972 : Au fond de la forêt (Another Part of the Forest) (téléfilm) de Daniel Mann
- 1973 : Jonathan Livingston le goéland (Jonathan Livingston Seagull) d'Hall Bartlett
- 1975 : L'Escapade (en) (The Runaways) d'Harry Harris (en)
- 1976 : Le Riche et le Pauvre (Rich Man, Poor Man) (minisérie) de Boris Sagal et David Greene
- 1978 : Les Quatre filles du Docteur March (Little Women) de David Lowell Rich
- 1979 : L'Incroyable Docteur Meg Laurel (en) (The Incredible Journey of Doctor Meg Laurel) de Guy Green

### Années 1980
- 1983 : The Ghost Dancing de David Greene et Don Taylor
- 1985 : Meurtre au crépuscule (Amos), téléfilm de Michael Tuchner
- 1986 : La Geisha Américaine (American Geisha) de Lee Philips
- 1987 : Summer Heat (en) (Summer Heat) de Michie Gleason (en)

### Années 1990
- 1990 : Les Derniers jours de bonheur (en) (The Last Best Year) (télévision) de John Erman
- 1990 : L'Héritière suspecte (en) (Caroline ?) (téléfilm) de Joseph Sargent

## Distinctions

### Récompenses
- le National Board of Review lui décerne une récompense en 1956 pour son rôle de la mère Eliza Birdwell dans le film La Loi du Seigneur (Friendly Persuasion) de William Wyler.

### Nominations
- Oscar de la meilleure actrice en 1947 pour son rôle de Kathy Lacey dans le film Le Mur invisible (Gentleman's Agreement) d'Elia Kazan.
- Emmy Award de la meilleure actrice en 1954 pour son rôle de Janet Spence dans le feuilleton Climax (Climax!) de John Frankenheimer.
- Laurel Awards de la meilleure actrice en 1959 pour son rôle de Sylvia Hunter dans le film Ils n'ont que vingt ans (A Summer Place) de Delmer Daves.
- Emmy Award de la meilleure actrice de soutien en 1976 pour son rôle de Mary Jordache dans la minisérie Les Jordache (au Québec) - Le Riche et le Pauvre (en France) (Rich Man, Poor Man) de Boris Sagal et David Greene.
- Emmy Award de la meilleure actrice de soutien en 1985 pour son rôle d'Hester Farrell dans le film Amos (Amos) de Michael Tuchner.